# Upplands runinskrifter 307
Upplands runinskrifter 307 är en vikingatida runristning på ett jordfast stenblock i Ekeby, Skånela socken och Sigtuna kommun. Ristningsytan ovan mark är ca 1,75 gånger 1 meter stort. Runhöjden är 7-9 centimeter. Flyttblocket är cirka 2 gånger 2 meter stort och cirka 1 meter högt.

## Inskriften
Translitterering av runraden:
iaruntr uk iarl ' (þ)--- ...uniʀ · ikimar ÷ uk · ketilyaʀ · litu kiara mi[r]ki · [i]f(t)iʀ inkuar · broþur · sin in ' ybiʀ ' risti
Normalisering till runsvenska:
Iarundr ok Iarl, þ[æiʀ s]yniʀ(?) Ingimaraʀ ok Kætiløyaʀ, letu gæra mærki æftiʀ Ingvar, broður sinn. En Øpiʀ risti.
Översättning till nusvenska:
Jorund och Jarl, sönerna till Ingemar och Kättilö, läto göra minnesvården efter Ingvar, sin broder. Och Öpir ristade
Ingemar nämns även på runristningarna U 306 och U 311 och det kan vara samme man som avses på U 307. Om det är samme man är denna sten den yngsta av dem då det är sannolikt att Ingemar vid tidpunkten för denna ristning redan är avliden, eftersom han inte deltar, endast nämns, i minnesvården.